# 千秋季光
千秋 季光（せんしゅう すえみつ）は、戦国時代の熱田社大宮司。紀伊守。

## 経歴
藤原季範の末裔で、平安時代末より代々熱田大宮司を継承する千秋家に、千秋季平の子として生まれる。
千秋家は尾張を中心に美濃・三河に社領を広げていき武士化し、16世紀頃の前半頃に勢力を拡大していた織田弾正忠家とつながりができていた。季光も、当時尾張国にて戦国大名となった織田信秀の家臣となる。天文年間、信秀が尾張の軍勢を率いて美濃の斎藤利政を攻撃した際、これに従軍した。織田軍は斎藤氏の居城稲葉山城近くまで攻め寄せたが、申の刻午後3時から5時頃夕刻にいったん引き上げようと背を向けたとき、それまで立てこもったままだった斎藤軍が城より急襲に出て、追撃され、兵が木曽川に追い込まれ溺れ死に、敗北し、季光、織田信康、織田因幡守、青山信昌、寺沢又八らは、戦死した（加納口の戦い）（『徳川美術館所蔵文書』）。その後、連歌師の宗牧が季光の戦死から2ヶ月後に信秀のもとに訪れているが、通常の武士と扱いが違い「大宮司濃州においてうち死に」ゆえ、連歌の開催を遠慮しようとしている（『東国紀行』）。

## 人物
季光はかつて悪七兵衛景清が所持していたという「あざ丸」という脇差を所持しており、戦死した際も佩いていた。この刀はその後、斎藤方の武将陰山掃部助の手に渡ったが、同年冬に斎藤軍が大垣城を攻めた際、掃部助は戦闘で両眼を失う重傷を得た。次いで所持した丹羽長秀も眼病を得たため、刀は熱田社へ返されて奉納されている。

## 登場作品
- 麒麟がくる（2020年、NHK大河ドラマ） - 演：金井良信